# Qi (Jinzhong)
Qi (祁县,  Qí Xiàn) ist ein chinesischer Kreis der bezirksfreien Stadt Jinzhong im Osten der Provinz Shanxi. Die Fläche beträgt 855,5 Quadratkilometer und die Einwohnerzahl 254.535 (Stand: Zensus 2020). 1999 zählte Qi 250.599 Einwohner.
Der Hof der Familie Qiao (Qiaojia dayuan 乔家大院), der Xingfan-Tempel (Xingfan si 兴梵寺) und der Hof der Familie Qu (Qujia dayuan 渠家大院) stehen auf der Liste der Denkmäler der Volksrepublik China.

## Administrative Gliederung
Auf Gemeindeebene setzt sich der Kreis aus sechs Großgemeinden und zwei Gemeinden zusammen.